# Автопортрет

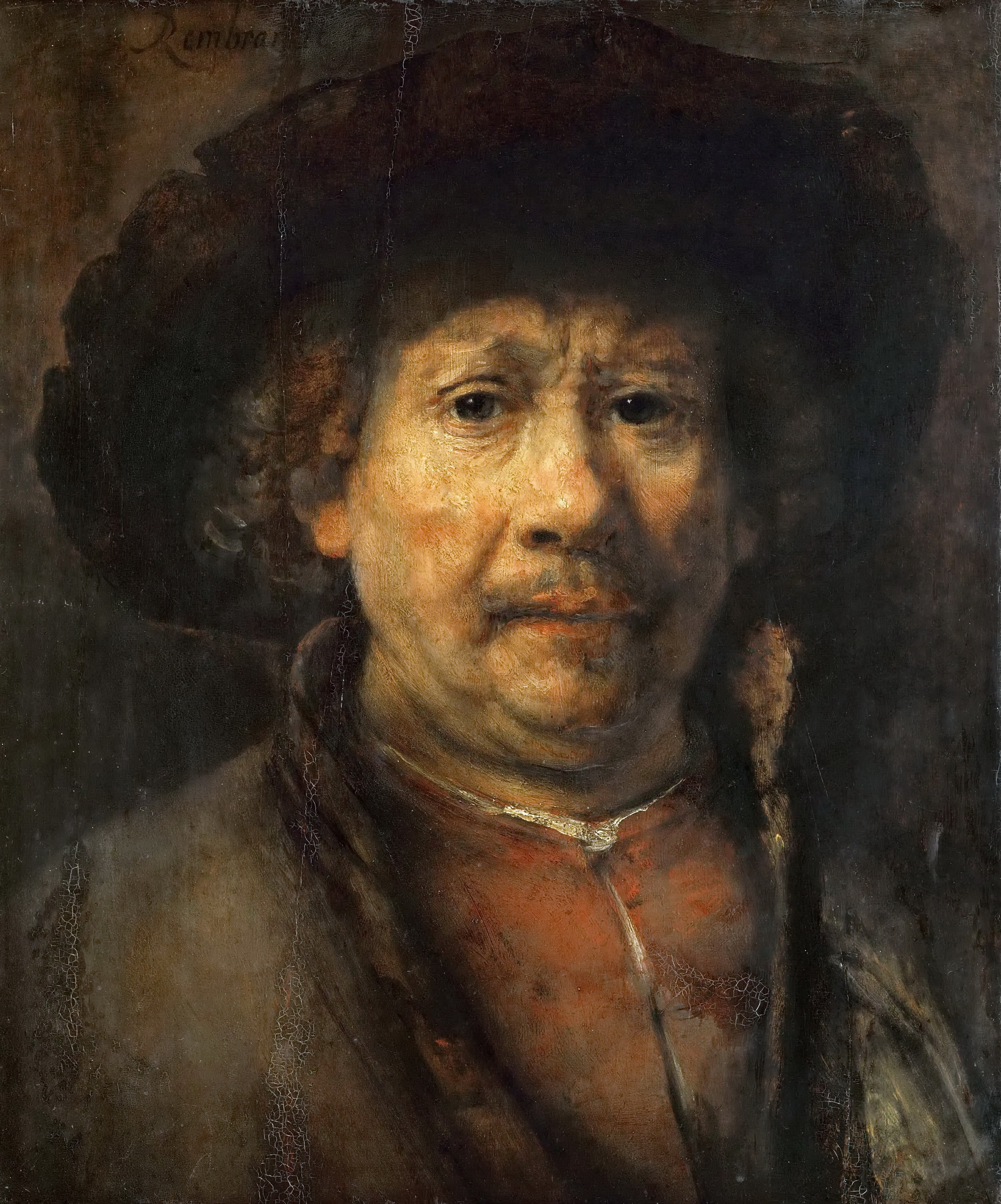
Автопортрет Рембрандта, ок. 1655

Автопортре́т (от «автор» и «портрет») — портрет самого себя. Обычно имеется в виду живописное изображение; однако автопортреты бывают и скульптурные, литературные, фото- и кинематографические и т. д.
Многие художники-портретисты создавали автопортреты, причём некоторые написали рекордное число своих изображений. Иногда художники помещали своё изображение в групповые портреты. Полагают, что некоторые художники писали с себя портреты персонажей противоположного пола. Некоторые художники, страдавшие неврологическими заболеваниями, оставили после себя автопортреты. Эти картины позволили медикам проанализировать нарушения работы мозга; многие из них прочно вошли в учебники неврологии.

## Автопортрет в изобразительном искусстве

### Виды автопортрета
Искусствовед Васильева-Шляпина выделяет два основных вида автопортрета: профессиональный, то есть тот, на котором художник изображен за работой, и личностный, раскрывающий моральные и психологические черты. Она также предлагает более детальную классификацию: 1) «вставной автопортрет» — художник изображен в группе персонажей какого-то сюжета; 2) «представительский, или символический, автопортрет» — художник изображает себя в образе исторического лица или религиозного героя; 3) «групповой портрет» — художник изображен с членами семьи или другими реальными лицами; 4) «отдельный или естественный автопортрет» — художник изображен один.

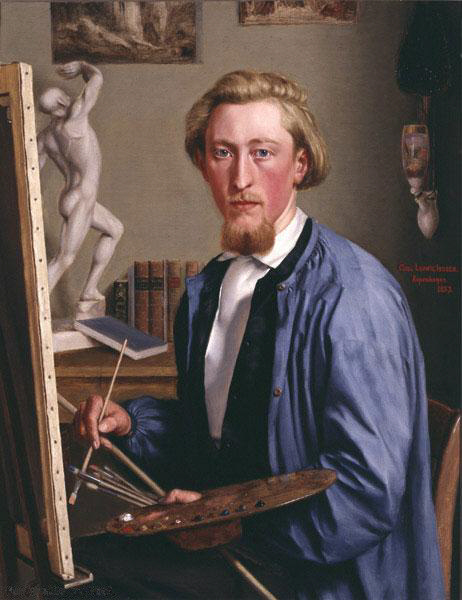
Профессиональный автопортрет Карла Людвига Йессена, на котором художник изображает себя за работой
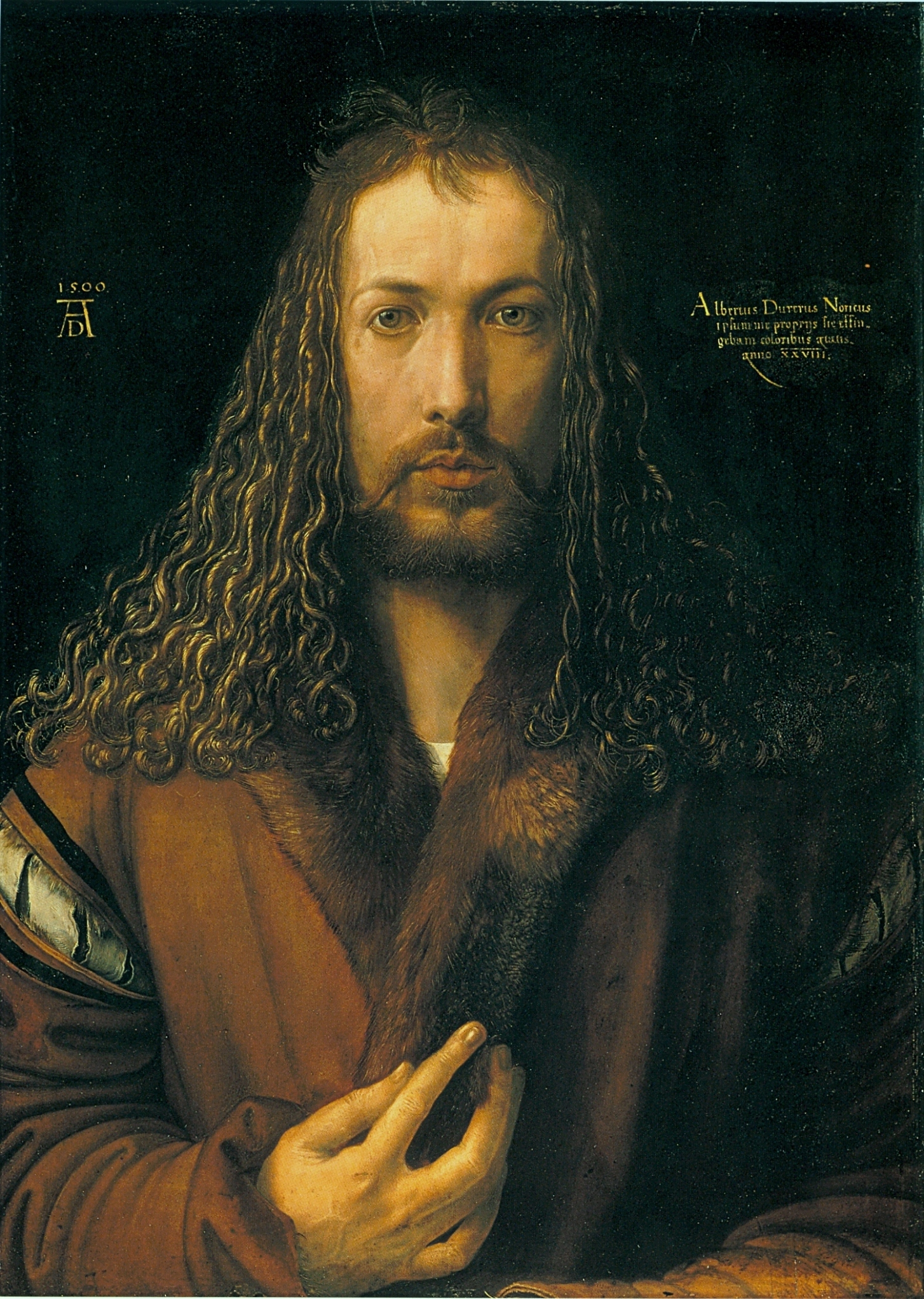
Этот автопортрет Дюрера личностный, так как он передает духовный облик автора
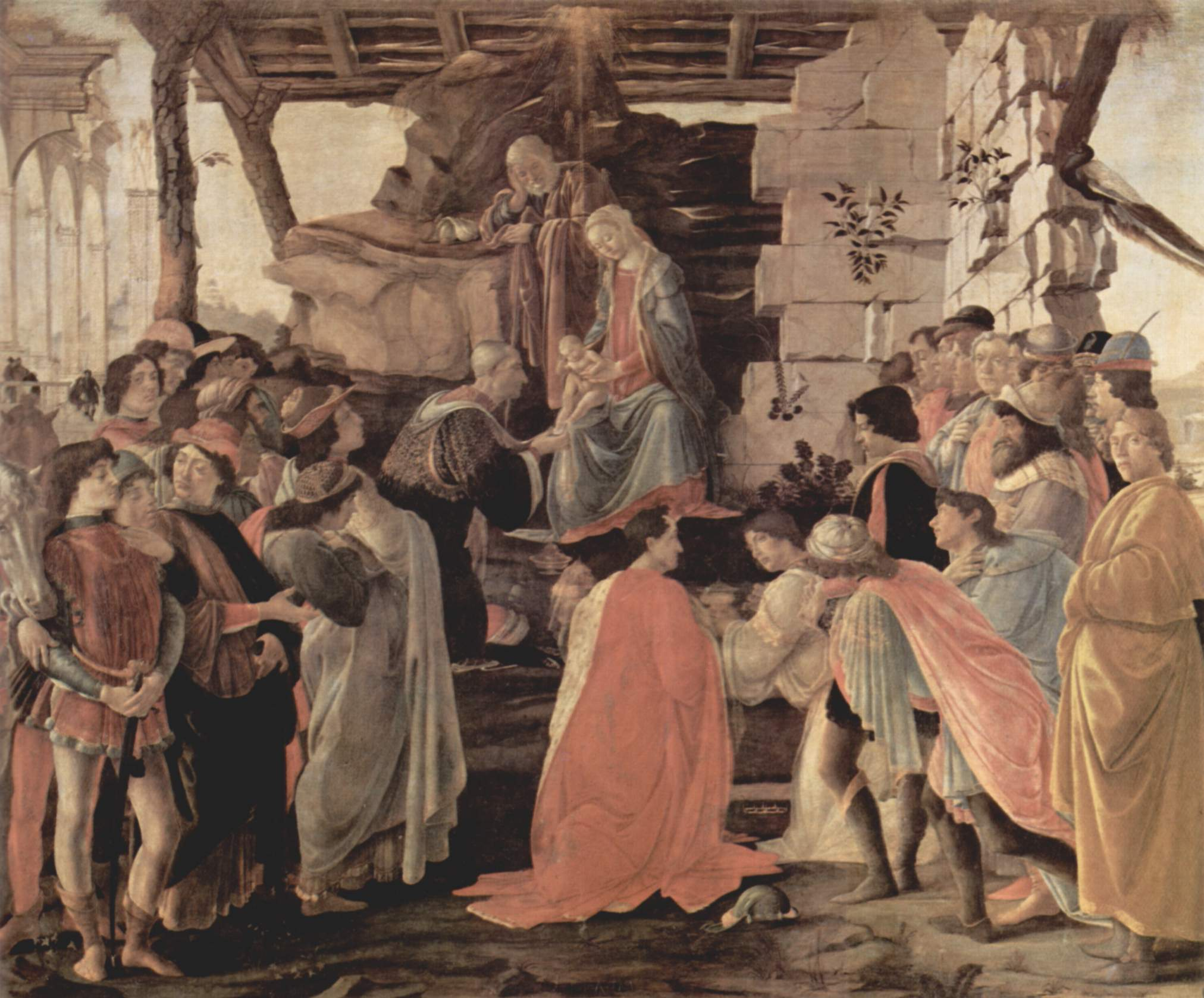
Картина Боттичелли «Поклонение волхвов» содержит вставной автопортрет художника
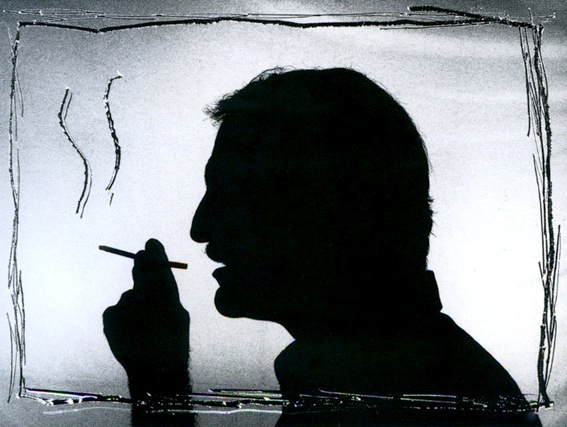
Автопортрет, Де Лука, Аугусто (Фотография)

### Идентификация автопортретов
«Взгляд, устремлённый прямо на зрителя, и несколько неестественная асимметрия абриса лица, возникшая за счет зеркального переворота изображения — характерные приметы, по которым обычно опознаются автопортреты в многофигурных композициях», указывает Гращенков В. Н. в своем исследовании, посвященном Раннему Возрождению.

## История

### Античность
Изображения художников за работой встречаются в древнеегипетской живописи, а также на древнегреческих вазах. Одно из первых упоминаний об автопортрете конкретного художника встречается у древнегреческого философа и биографа Плутарха (ок. 45 — ок. 127), который пишет о том, что живший за несколько веков до него древнегреческий скульптор Фидий (ок. 490 до н. э. — ок. 430 до н. э.) включил самого себя в число персонажей композиции «Битва амазонок» в Парфеноне. Битва греков с амазонками была высечена на щите статуи Афины, а также на западной стене храма.

### Эпоха Возрождения

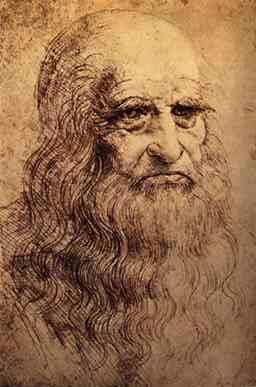
Предположительный автопортрет Леонардо да Винчи

Итальянский художник и архитектор Джотто (1267—1337) включил себя в цикл «знаменитых людей» в неаполитанской кастели.
Итальянский живописец Мазаччо (1401—1428) изобразил себя одним из апостолов в росписи капеллы Бранкаччи.
Тосканский художник Боттичелли (1447—1515) сделал себя героем картины «Поклонение волхвов».
Наиболее известное изображение Леонардо да Винчи (1452—1519) многие исследователи считают поздним и единственным автопортретом. Однако, другие искусствоведы полагают, что принадлежность этой работы Леонардо полностью не доказана. Существует версия, впервые высказанная писателем Мережковским, что Леонардо положил в основу знаменитой картины «Мона Лиза» собственный автопортрет.
Изображали себя и Рафаэль (1483—1520), и Микеланджело Буонарроти (1475—1564). Полагают, что Микеланджело придал сходство собственному лицу изображению содранной со святого Варфоломея кожи в сцене «Страшного суда» в росписи Сикстинской капеллы.
Тициан (1477—1576) выполнил «Автопортрет с Орацио и Марко Вечелио», который, по мнению критиков, имеет глубокое философское содержание. На полотне изображены сам Тициан, его сын и родственник Марко. Известен также поздний автопортрет Тициана, который он написал в 1566 году.
Более пятидесяти автопортретов написал Альбрехт Дюрер (1471—1528). Первый (рисунок серебряным карандашом) был создан, когда художнику было тринадцать лет. Двадцатидвухлетний Дюрер изображен также на «Автопортрете с чертополохом» (1493, Лувр). Мадридский «Автопортрет» (1498, Прадо) изображает Дюрера человеком солидного достатка, добившимся признания. На следующем «Автопортрете» художник изобразил себя в образе Христа (Мюнхен, Старая Пинакотека).

### Барокко
Большое количество автопортретов написал Рембрандт (1606—1669). Художнику одно время приписывалось около 90 картин, содержащих его собственное изображение. Однако, как показал анализ, 20 «автопортретов» на самом деле были выполнены другими художниками. Отвергнут был, например, «автопортрет», приобретенный Штутгартской галереей в 1962 году. Недавно был обнаружен самый маленький автопортрет Рембрандта, составляющий восемь дюймов в высоту и около семи дюймов в ширину.

### Постимпрессионисты

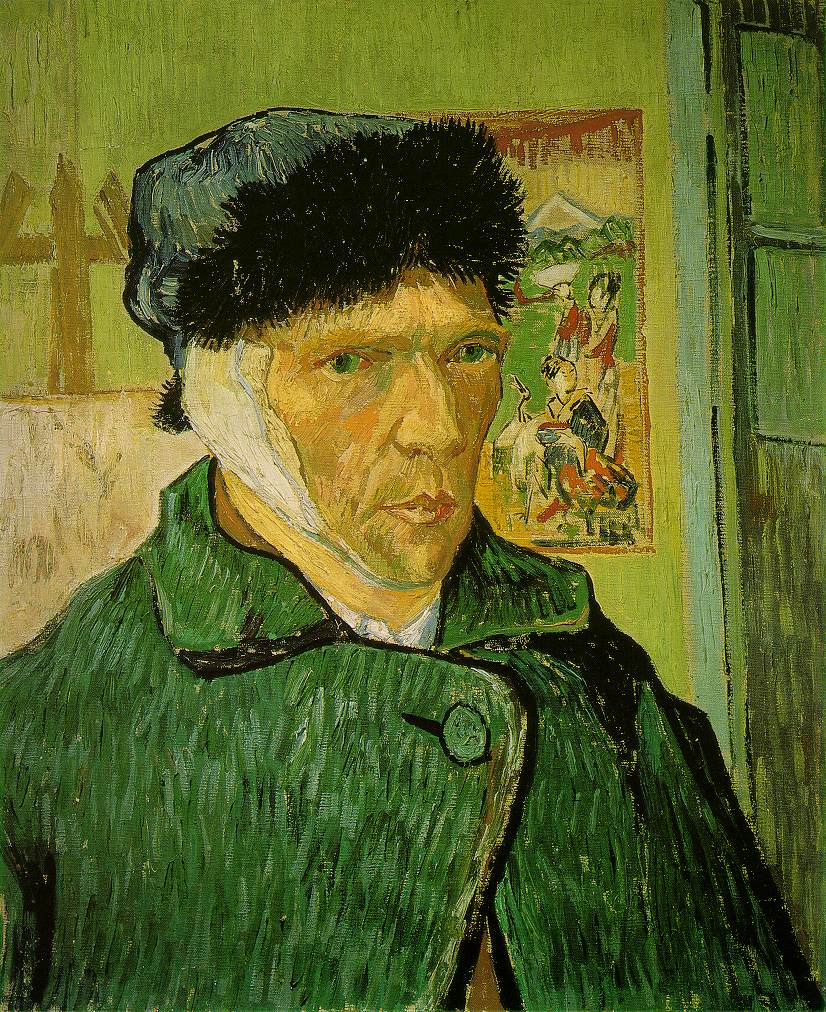
Автопортрет Ван Гога Голова забинтована, так как художник сам себе отрезал часть уха

Ван Гог написал более двадцати автопортретов, причём всего за два года.
Среди рекордсменов по количеству автопортретов Фрида Кало. Она писала сама себя 55 раз.

## Фотопортреты
Автопортрет в фотографии технически создаётся тремя основными способами:
- Затвор фотоаппарата приводится в действие автоспуском, длинным фототросиком или пультом дистанционного управления.
- Фотографирование своего отражения в зеркале или иных зеркальных предметах. В этом случае, как правило, фотоаппарат является частью сцены и сюжета.
- Селфи — фотографирование себя с фотоаппарата на вытянутой руке или специальной «палке для селфи». В XXI веке, в связи с развитием оптики, уменьшением размеров и увеличением доступности съёмочного оборудования этот метод стал наиболее популярен среди непрофессиональных фотографов.

Известна работа Е. Лангмана, сфотографировавшего своё отражение на поверхности никелированного чайника. Отдельно стоит отметить работы американской художницы Синди Шерман, работающей в жанре постановочной фотографии.

## Диагностика по автопортрету
Автопортреты художников, страдавших теми или иными заболеваниями, дают медикам уникальную возможность для исследования самовосприятия у людей с психологическими, психиатрическими или неврологическими нарушениями.
Российский сексолог Кон в своей статье о мастурбации отмечает, что привычка мастурбировать запечатлена в произведениях искусства, в частности живописи. Так австрийский художник Эгон Шиле изобразил себя за этим занятием на одном из автопортретов. Кон считает, что художник передает этой картиной не удовольствие от мастурбации, а чувство одиночества. Творчество Шиле анализируют и другие исследователи сексуальности, в частности исследователи педофилии.

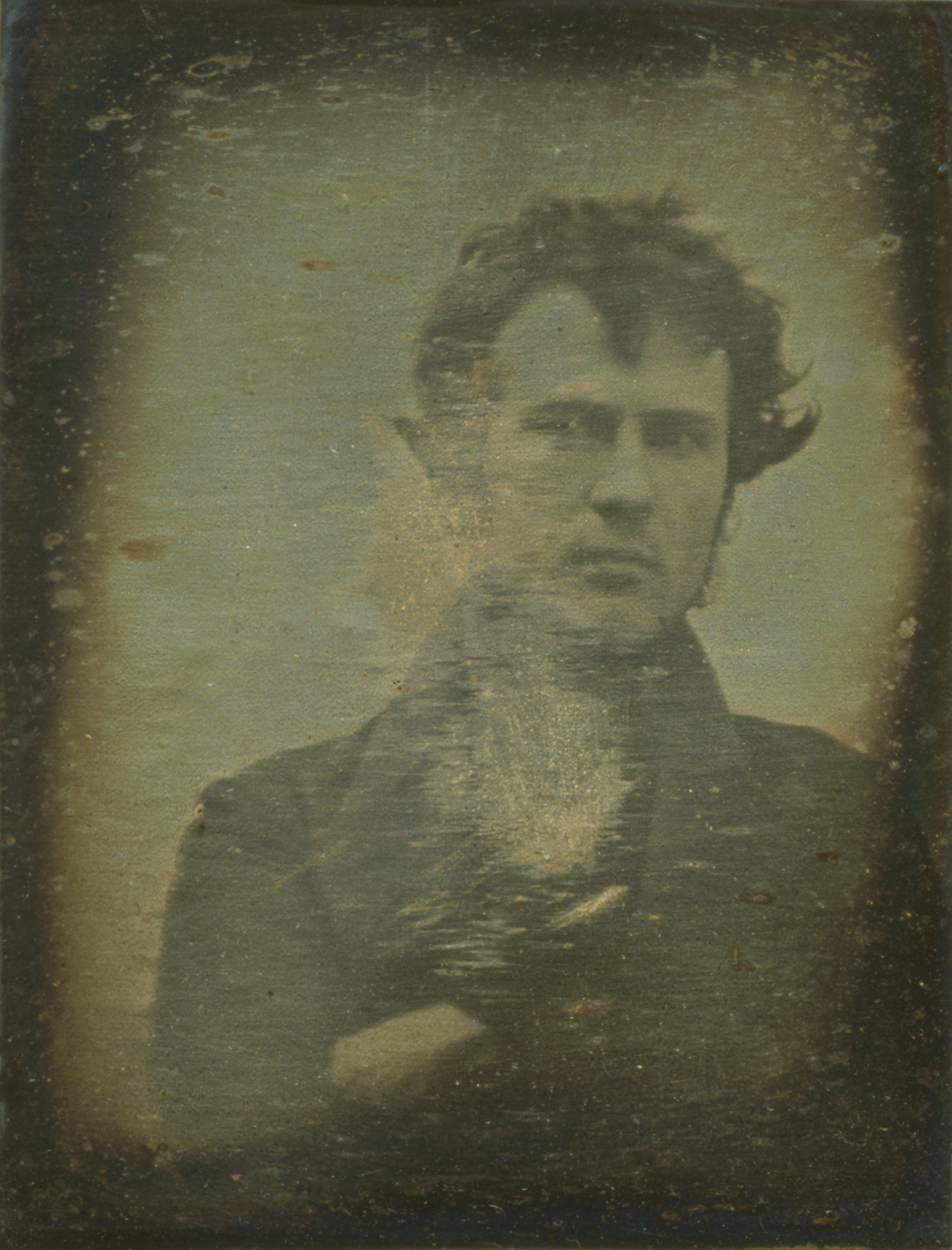
Роберт Корнелиус. Автопортрет. Дагеротип, 1839
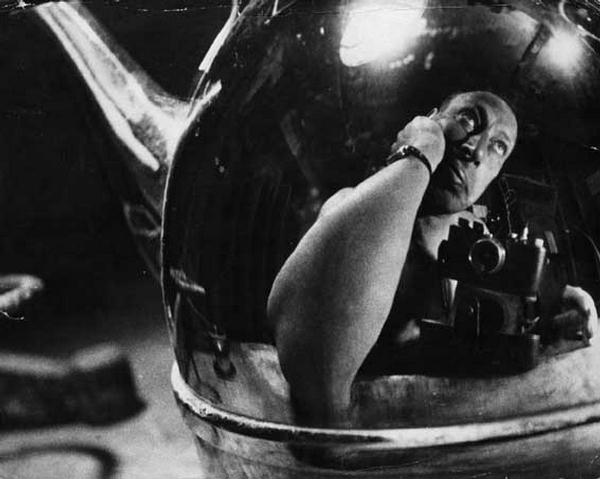
Автопортрет Елеазара Лангмана
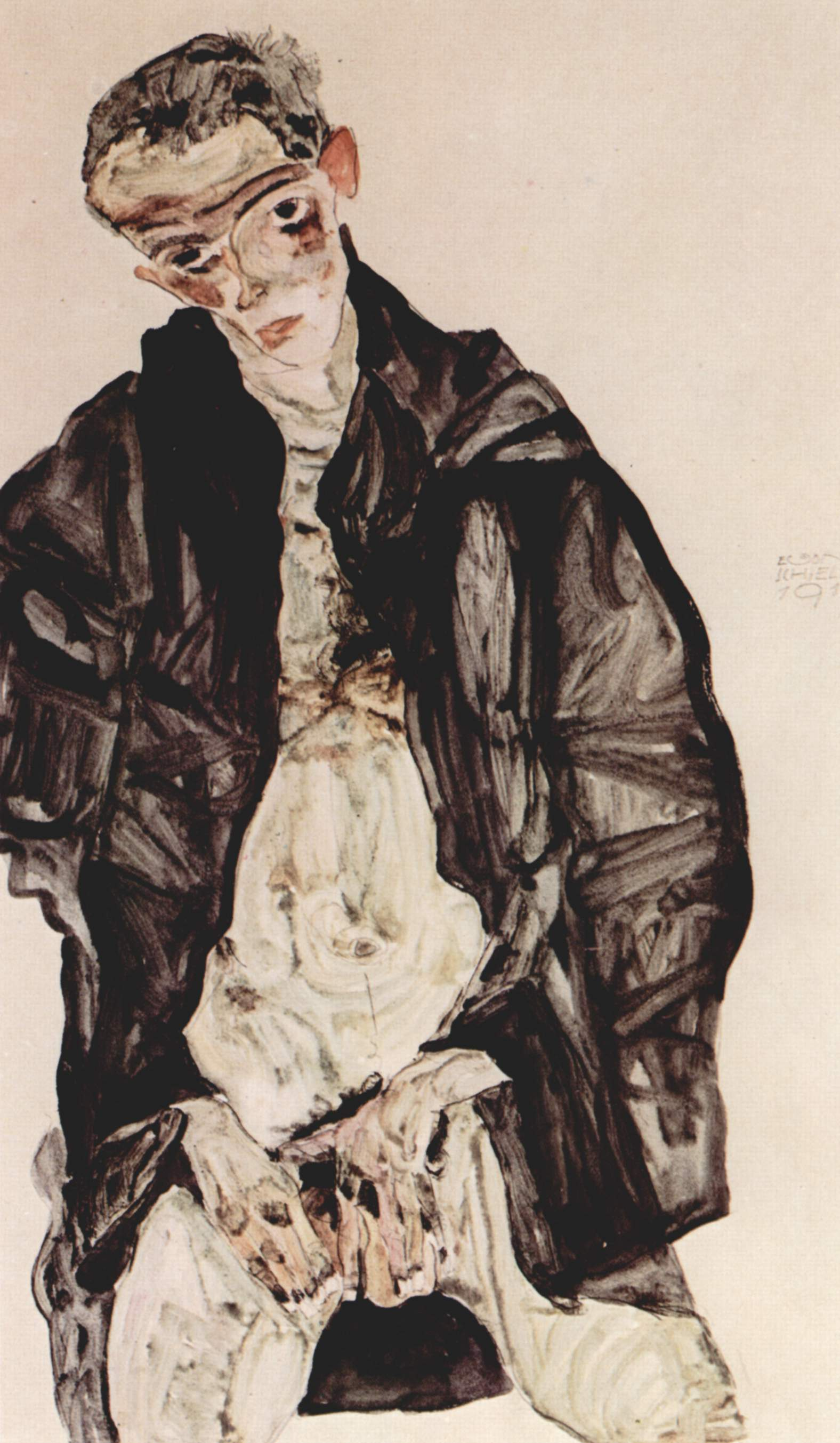
Автопортрет Эгона Шиле, запечатлевший мастурбацию
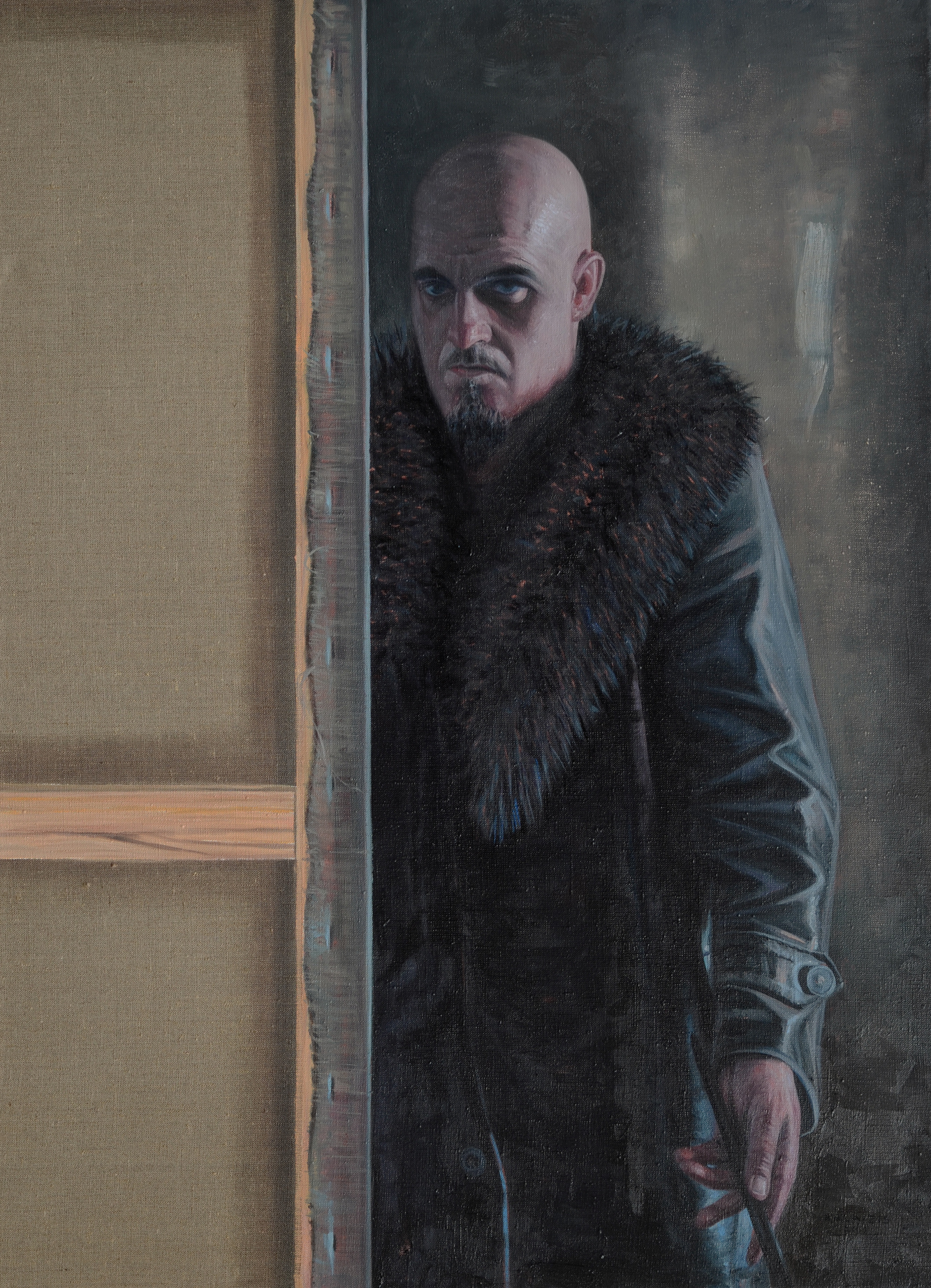
Автопортрет Арис Калаизис, 2019